# آن إيك سو
آن إيك سو مواليد 6 مايو 1965 في كوريا الجنوبية، هو لاعب كرة قدم كوري جنوبي دولي سابق كان يلعب كمدافع. سبق له أن لعب في كأس العالم لكرة القدم مع منتخب بلاده.

## المسيرة الاحترافية

### أندية لعب لها
- نادي سونغنام
- بوهانغ ستيلرز

## روابط خارجية
- آن إيك سو على موقع الاتحاد الدولي (مؤرشف)  (الإنجليزية)
- آن إيك سو على موقع دوري كوريا الجنوبية (الإنجليزية)
- آن إيك سو على موقع قاعدة بيانات كرة القدم.إي يو (الإنجليزية)
- آن إيك سو على موقع ناشيونال فوتبول تيمز (الإنجليزية)